# Dąbrówka megalona
Dąbrówka megalona (Drymonia obliterata) – gatunek motyla z rodziny garbatkowatych. Zamieszkuje zachodnią Eurazję. Gąsienice żerują na dębach, bukach i brzozach. Osobniki dorosłe są aktywne nocą.

## Taksonomia
Gatunek ten opisany został po raz pierwszy w 1785 roku przez Eugeniusa J.C. Espera pod nazwą Phalaena (Bombyx) obliterata. W jego obrębie wyróżnia się podgatunki:
- Drymonia obliterata obliterata (Esper, 1785)
- Drymonia obliterata esmera de Freina, 1981

## Morfologia

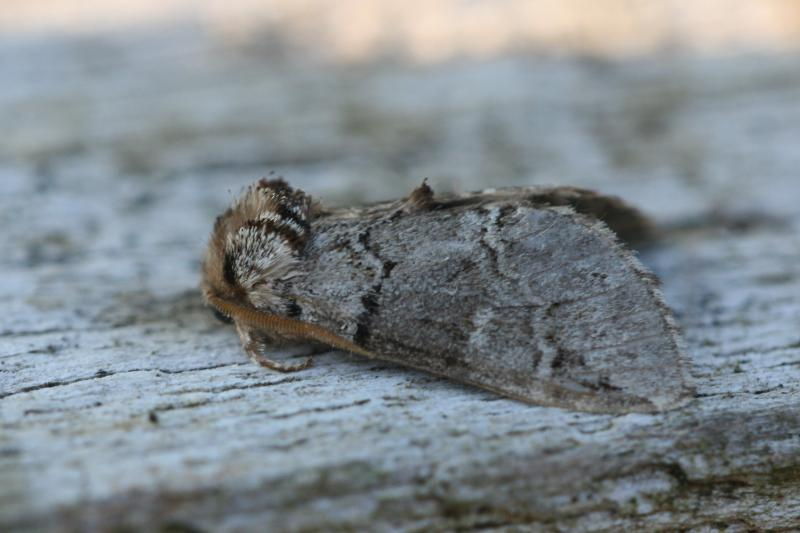
Imago w spoczynku

Motyl o ciele stosunkowo smukłej budowy jak na przedstawiciela rodziny i rozpiętości skrzydeł sięgającej od 30 do 40 mm. Głowa jest zaopatrzona w nieowłosione oczy złożone, przyoczka i uwstecznioną ssawkę. Czułki osiągają niemal długość przedniego skrzydła i wykazują dymorfizm płciowy w budowie, będąc piłkowanymi u samicy, zaś grzebykowatymi u samca. Szeroki tułów porasta gęste owłosienie. Skrzydło przedniej pary osiąga od 16 do 18 mm długości i ma stalowo- lub popielato-szare tło, w polu środkowym ciemniejsze niż w nasadowym i wierzchołkowym. Przepaski poprzeczne zewnętrzna i wewnętrzna są silnie ząbkowane, co odróżnia ten gatunek od podobnej dąbrówki harcownicy, u której przepaska wewnętrzna jest łukowato wygięta. U szczytu skrzydła leży brunatnoczarna plama o trójkątnym kształcie. Na tylnej krawędzi przedniego skrzydła leży wyraźny ząb z włosowatych łusek. Barwa strzępiny jest szarawożółta, miejscami przyciemniona. Zaokrąglone skrzydło tylne jest niemal jednolicie szarobrunatne.
Gąsienica ma podstawową barwę ciała białawozieloną. Jej bokami biegną jasne pasy obrzeżone cienkimi, czerwonymi liniami.

## Ekologia i występowanie
Owad ten zasiedla lasy liściaste, lasy mieszane i zarośla, chętnie drzewostany bukowo-grabowe.  Gąsienice są foliofagami żerującymi na liściach buków, dębów, brzóz, a przypuszczalnie także grabów. W warunkach środkowoeuropejskich okres lotu motyli trwa od drugiej połowy maja do pierwszej połowy lipca, zaś okres żerowania gąsienic od lipca do września. W klimacie cieplejszym pojawia się drugie pokolenie, latające w sierpniu i wrześniu. Zimowanie odbywa się w stadium poczwarki, niekiedy dwukrotnie. Owady dorosłe nie pobierają pokarmu i są aktywne nocą. Przylatują do sztucznych źródeł światła.
Gatunek palearktyczny. W Europie znany jest z Portugalii, Hiszpanii, Francji, Belgii, Holandii, Luksemburgu, Niemiec, Danii, Szwajcarii, Austrii, Włoch, Polski, Czech, Słowacji, Węgier, Rumunii, Bułgarii, Bośni i Hercegowiny, Serbii, Czarnogóry, Macedonii Północnej, Grecji oraz europejskich części Rosji i Turcji. Poza tym zamieszkuje azjatycką część Turcji i Zakaukazie, w tym Armenię.
Występowanie tego motyla ma zawsze charakter lokalny. W Niemczech znany jest z większości krajów związkowych. W Polsce częstszy jest na wschodzie kraju, ale jego stanowiska znane są też z części środkowej i zachodniej. Na „Czerwonej liście gatunków zagrożonych Republiki Czeskiej” umieszczony został ze statusem gatunku bliskiego zagrożenia wyginięciem (NT). We Włoszech ograniczony jest do północnej części kraju.